# Sân bay Maroantsetra
Sân bay Maroantsetra (IATA: WMN, ICAO: FMNR) là một sân bay ở Maroantsetra, Madagascar.

## Hãng hàng không và điểm đến
| Hãng hàng không | Các điểm đến                     |
| --------------- | -------------------------------- |
| Air Madagascar  | Antalaha, Antananarivo, Tamatave |
| Tsaradia        | Antananarivo                     |